# Edmond Van der Haeghen
Edmond Van der Haeghen (Gent, 5 mei 1836 – Blankenberge, 16 oktober 1919) was een Belgisch kunstschilder.
De in Blankenberge en Heist werkzame Van der Haeghen schilderde vooral taferelen uit het vissersleven aan de Belgische kust. Voor het Blankenbergse gemeentebestuur vervaardigde hij een aantal burgemeesterportretten.

## Tentoonstellingen
- 1890, Brussel, Cercle Artistique et Littéraire

## Musea
- Een groot doek voorstellende het onderzoek van een bezeten vrouw bevindt zich in het Salar Jung Museum in Hyderabad, India.

## Trivia
- Er bestaan prentkaarten (gedrukt tijdens zijn leven) met reproducties van schilderijen.

## Externe link

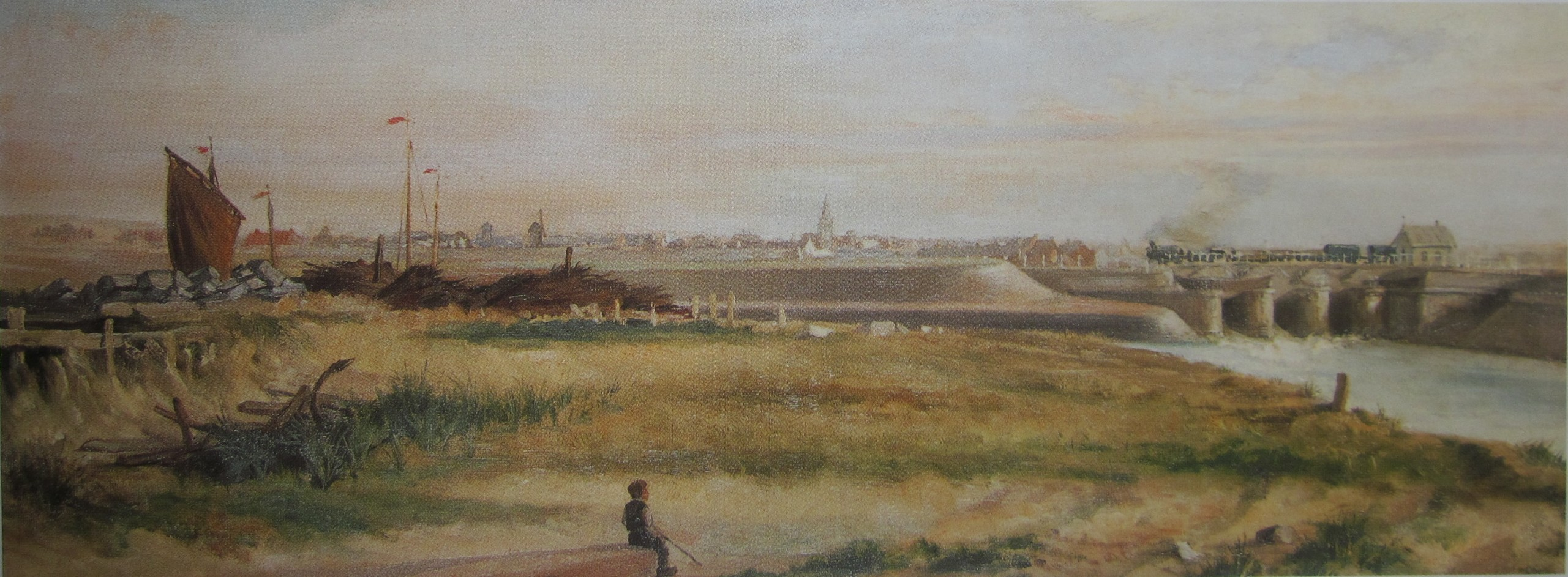
Havengeul van Blankenberge door Edmond Van der Haeghen